# Novovolodîmîrivka, Kazanka
Novovolodîmîrivka (în ucraineană Нововолодимирівка) este un sat în comuna Mîhailivka din raionul Kazanka, regiunea Mîkolaiiv, Ucraina.

## Demografie
Componența lingvistică a localității Novovolodîmîrivka
     Ucraineană (94,69%)
     Rusă (5,31%)
Conform recensământului din 2001, majoritatea populației localității Novovolodîmîrivka era vorbitoare de ucraineană (94,69%), existând în minoritate și vorbitori de rusă (5,31%).